# Chevenoz
Chevenoz (se prononce Chevene) est une commune française située dans le département de la Haute-Savoie, en région Auvergne-Rhône-Alpes.

## Géographie

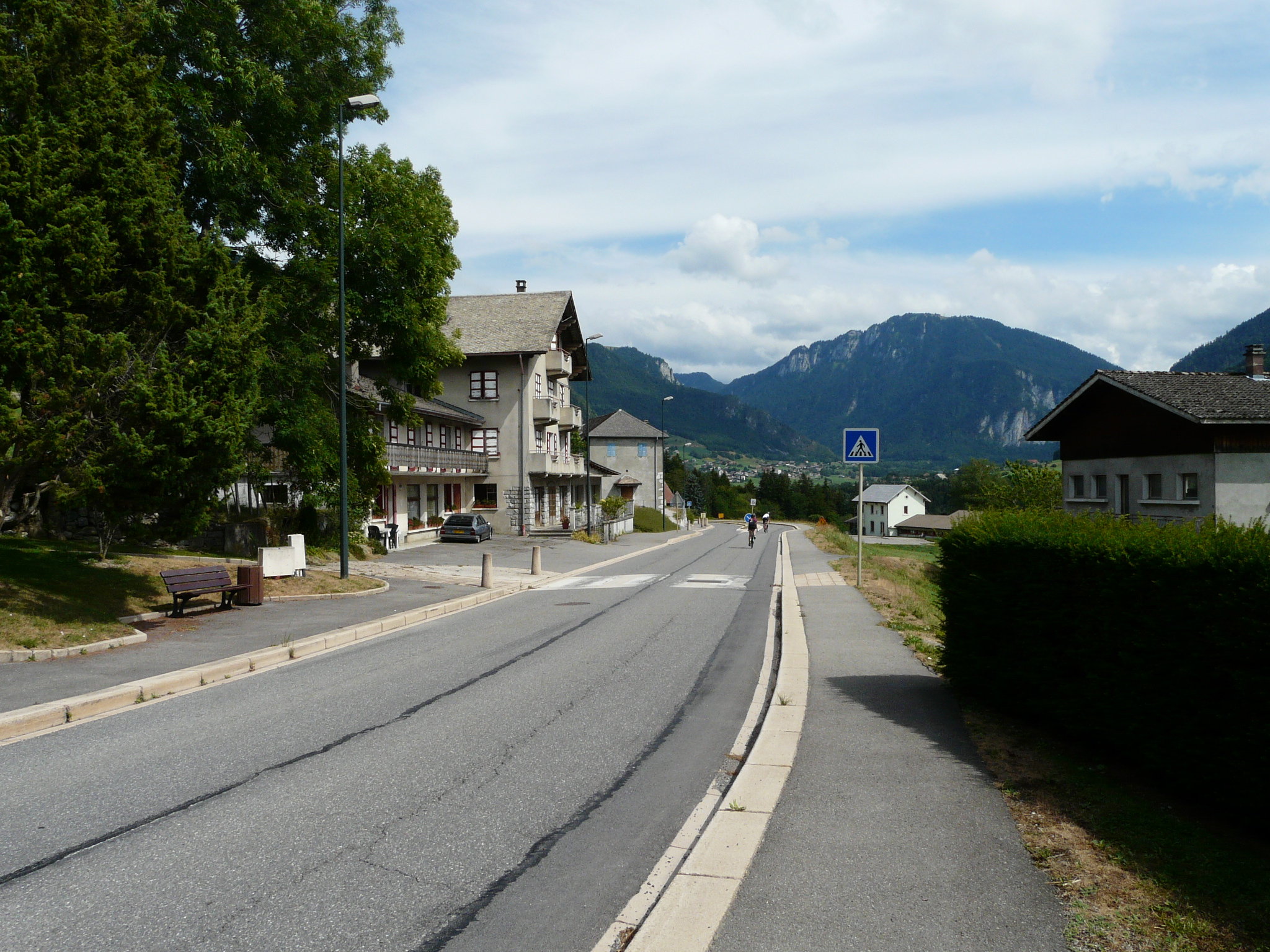
La traversée du village en direction d'Abondance.

|            | Bernex   |            |
| Vinzier    | Chevenoz | Vacheresse |
| La Forclaz | La Baume |            |

## Urbanisme

### Typologie
Au 1er janvier 2024, Chevenoz est catégorisée commune rurale à habitat dispersé, selon la nouvelle grille communale de densité à sept niveaux définie par l'Insee en 2022.
Elle est située hors unité urbaine. Par ailleurs la commune fait partie de l'aire d'attraction de Thonon-les-Bains, dont elle est une commune de la couronne,. Cette aire, qui regroupe 18 communes, est catégorisée dans les aires de 50 000 à moins de 200 000 habitants,.

### Occupation des sols
L'occupation des sols de la commune, telle qu'elle ressort de la base de données européenne d’occupation biophysique des sols Corine Land Cover (CLC), est marquée par l'importance des forêts et milieux semi-naturels (66,5 % en 2018), une proportion sensiblement équivalente à celle de 1990 (67,3 %). La répartition détaillée en 2018 est la suivante : 
forêts (61,3 %), zones agricoles hétérogènes (18,1 %), prairies (12 %), milieux à végétation arbustive et/ou herbacée (5,2 %), zones urbanisées (3,5 %).
L'IGN met par ailleurs à disposition un outil en ligne permettant de comparer l’évolution dans le temps de l’occupation des sols de la commune (ou de territoires à des échelles différentes). Plusieurs époques sont accessibles sous forme de cartes ou photos aériennes : la carte de Cassini (XVIIIe siècle), la carte d'état-major (1820-1866) et la période actuelle (1950 à aujourd'hui).

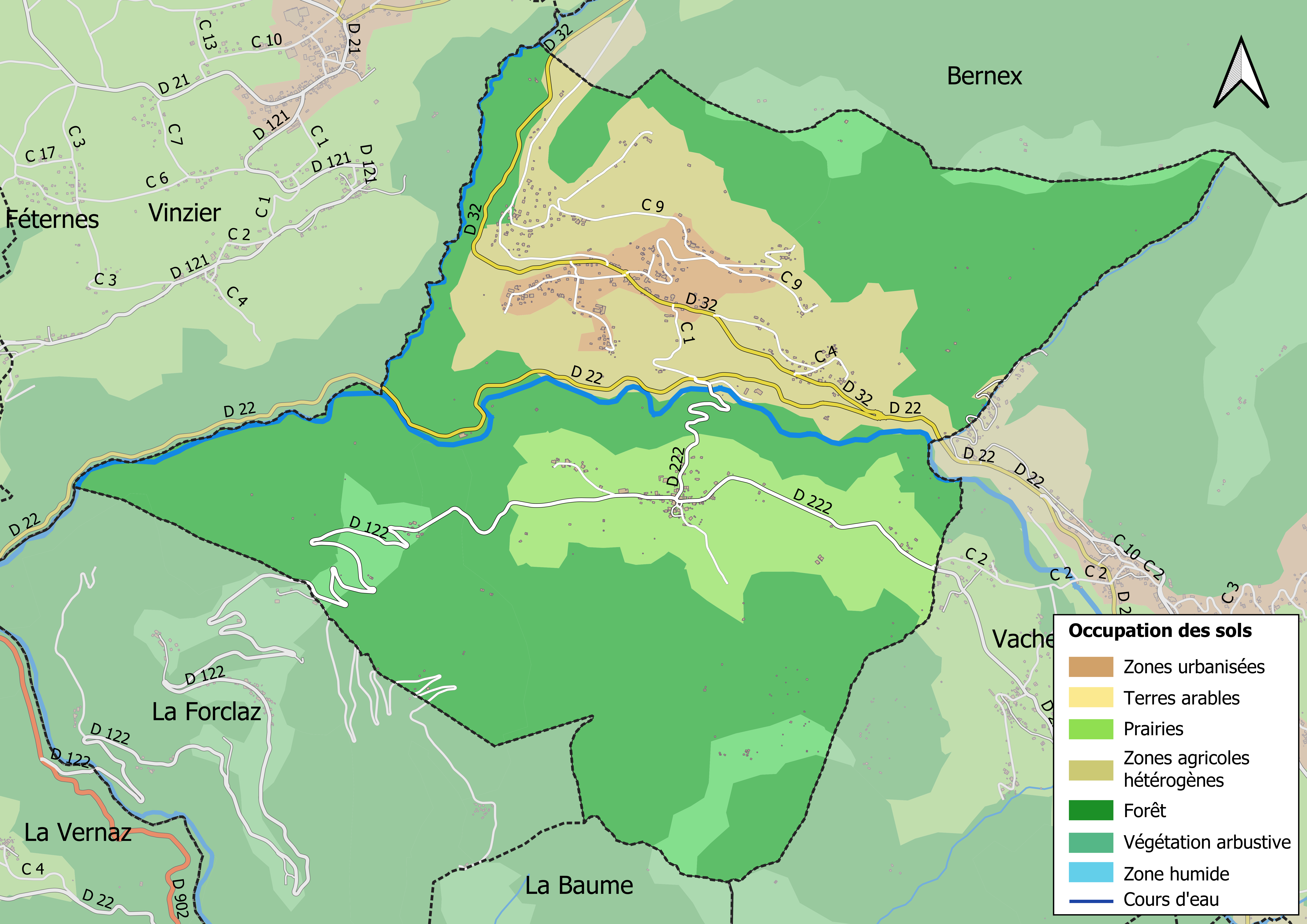
Carte des infrastructures et de l'occupation des sols en 2018 (CLC) de la commune.
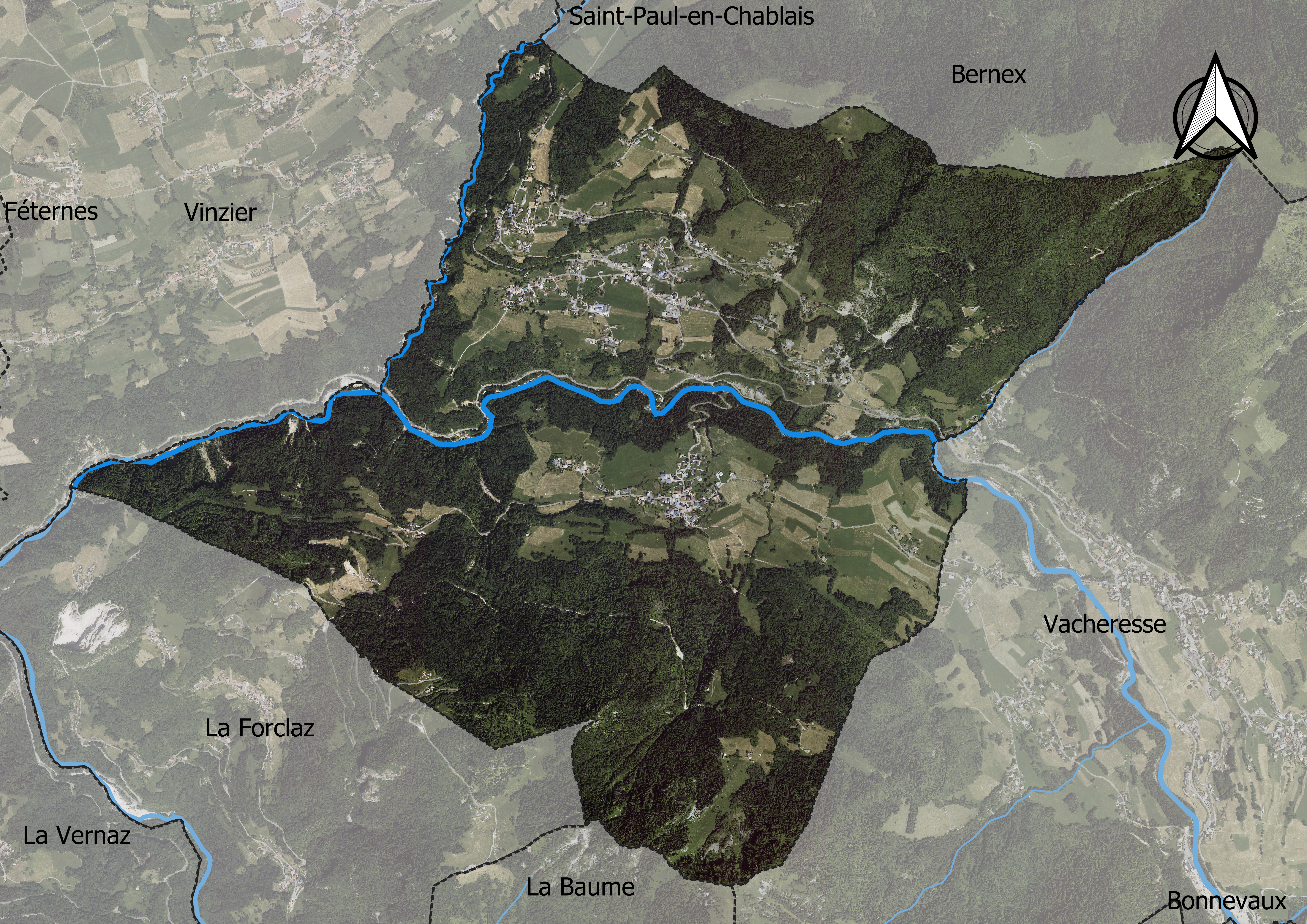
Carte orthophotogrammétrique de la commune.

## Toponymie
En francoprovençal, le nom de la commune s'écrit Shvèno (graphie de Conflans) ou Cheveno / Chevenno (ORB).

## Politique et administration

### Situation administrative

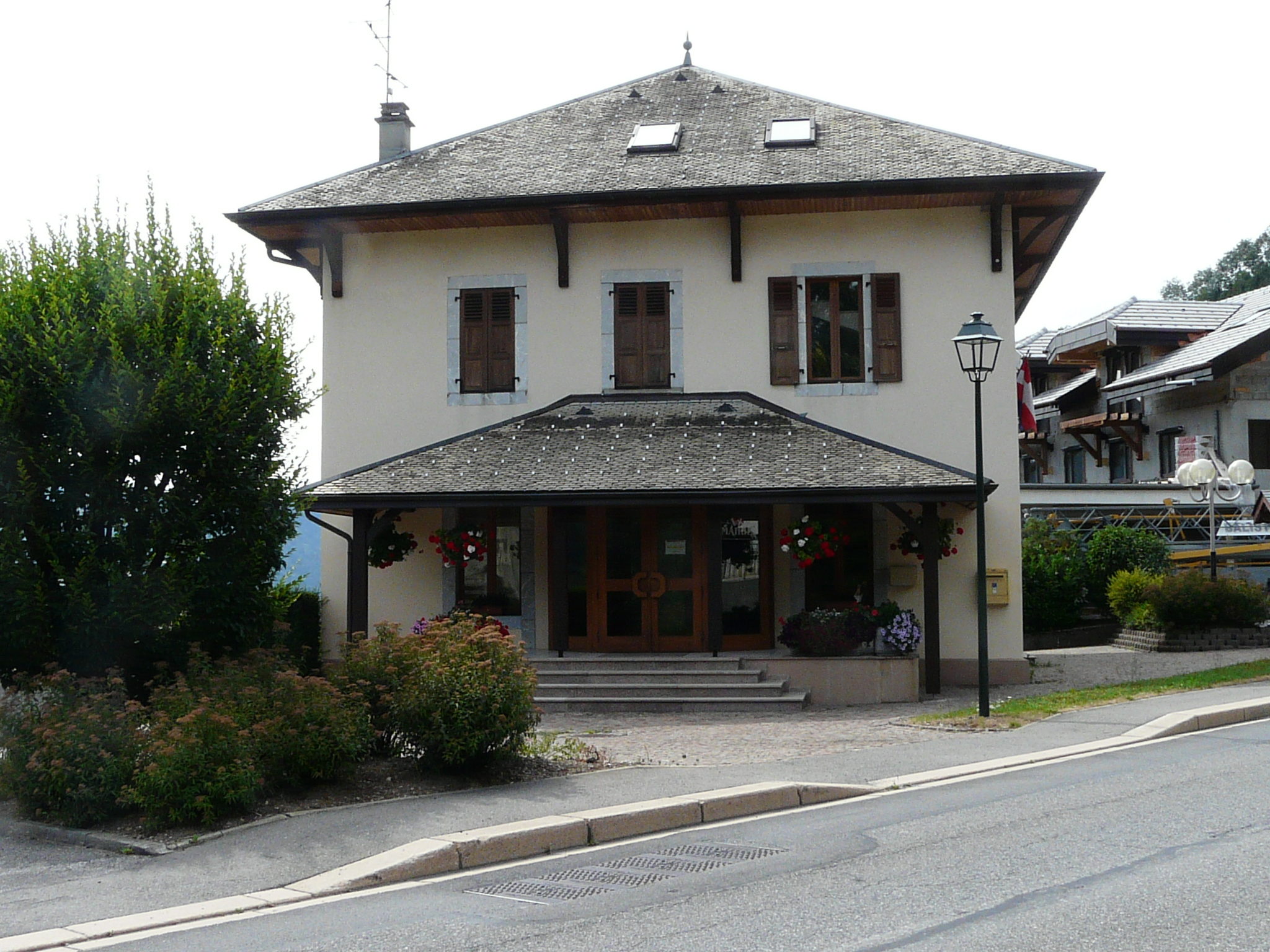
La mairie.

Chevenoz appartient au canton d'Évian-les-Bains, qui compte selon le redécoupage cantonal de 2014 33 communes. Avant ce redécoupage, la commune appartenait au canton d'Abondance, dont Abondance  était le chef-lieu.
À l'origine, les six communes de l'ancien canton d'Abondance, correspondant au territoire de la vallée homonyme, ont formé le syndicat intercommunal à la carte de la vallée d'Abondance (SICVA). Ce SIVOM a laissé sa place à la communauté de communes de la vallée d'Abondance (2CVA), en 2013.
Chevenoz relève de l'arrondissement de Thonon-les-Bains et de la cinquième circonscription de la Haute-Savoie, dont le député est Marc Francina (UMP) depuis les élections de 2012.

### Liste des maires
| Période                                  | Période   | Identité              | Étiquette | Qualité |
| ---------------------------------------- | --------- | --------------------- | --------- | ------- |
| mars 2001                                | mars 2014 | Maurice Lausenaz-Gris | ...       | ...     |
| mars 2014                                | mai 2020  | Michel Buffet         | ...       | ...     |
| mai 2020                                 | En cours  | Karole Di Gleria      | ...       | ...     |
| Les données manquantes sont à compléter. |           |                       |           |         |

## Démographie
L'évolution du nombre d'habitants est connue à travers les recensements de la population effectués dans la commune depuis 1793. Pour les communes de moins de 10 000 habitants, une enquête de recensement portant sur toute la population est réalisée tous les cinq ans, les populations de référence des années intermédiaires étant quant à elles estimées par interpolation ou extrapolation. Pour la commune, le premier recensement exhaustif entrant dans le cadre du nouveau dispositif a été réalisé en 2004.

En 2022, la commune comptait 701 habitants, en évolution de +21,07 % par rapport à 2016 (Haute-Savoie : +6,01 %, France hors Mayotte : +2,11 %).
| 1793 | 1800 | 1806 | 1822 | 1838 | 1848 | 1858 | 1861 | 1866 |
| ---- | ---- | ---- | ---- | ---- | ---- | ---- | ---- | ---- |
| 580  | 486  | 492  | 708  | 739  | 753  | 730  | 741  | 784  |

| 1872 | 1876 | 1881 | 1886 | 1891 | 1896 | 1901 | 1906 | 1911 |
| ---- | ---- | ---- | ---- | ---- | ---- | ---- | ---- | ---- |
| 786  | 801  | 787  | 777  | 740  | 745  | 770  | 742  | 730  |

| 1921 | 1926 | 1931 | 1936 | 1946 | 1954 | 1962 | 1968 | 1975 |
| ---- | ---- | ---- | ---- | ---- | ---- | ---- | ---- | ---- |
| 598  | 560  | 597  | 545  | 504  | 420  | 409  | 374  | 375  |

| 1982 | 1990 | 1999 | 2004 | 2006 | 2009 | 2014 | 2019 | 2022 |
| ---- | ---- | ---- | ---- | ---- | ---- | ---- | ---- | ---- |
| 359  | 425  | 502  | 536  | 539  | 554  | 586  | 662  | 701  |

## Culture et patrimoine local

### Lieux et monuments

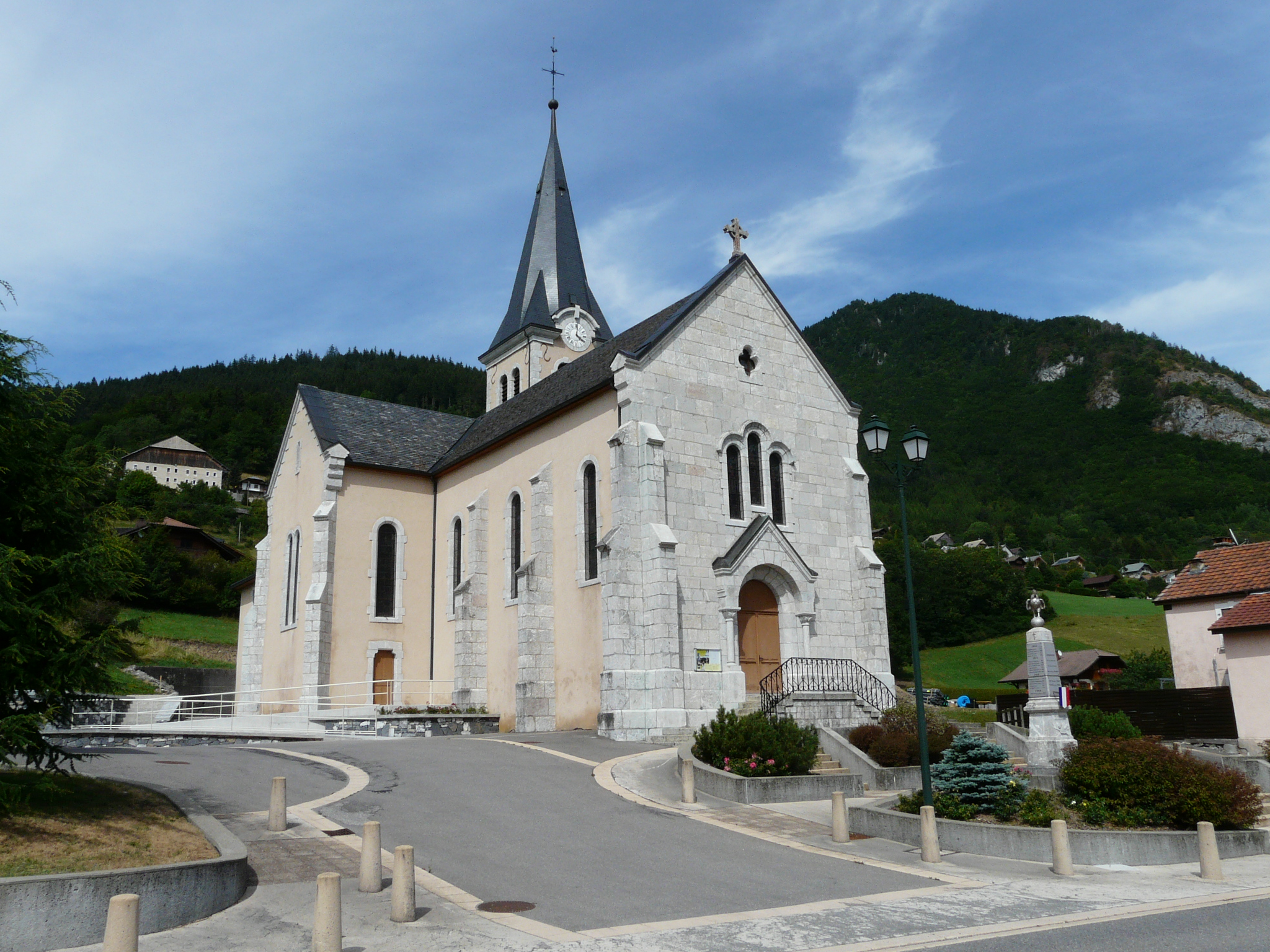
L'église et le monument aux morts.

- L'église Saint-Jean-Baptiste[17].